# Jack Strong (film)
Pour les articles homonymes, voir Jack Strong.
Pour plus de détails, voir Fiche technique et Distribution.
Jack Strong  est un film d'espionnage polonais réalisé par Władysław Pasikowski, sorti en 2014 et porte sur la vie de Ryszard Kukliński.

## Synopsis
À la suite de la répression des manifestations ouvrières de Gdansk, un officier de l'armée polonaise prend contact avec les américains en vue de leur transmettre des informations sur les opérations envisagées par l'URSS pour conserver sa mainmise sur sa zone d'influence et faire triompher le communisme. Lorsque la présence d'un espion est soupçonné au sein de l'état-major polonais, l'étau de resserre et l'officier demande à être exfiltré par la CIA avec sa famille.

## Fiche technique
- Titre : Jack Strong
- Réalisation : Władysław Pasikowski
- Scénario : Władysław Pasikowski
- Image : Magdalena Górka
- Costumes : Małgorzata Braszka
- Son: Robert Flanagan
- Musique: Jan Duszyński
- Montage : Jarosław Kamiński
- Producteur :
- Pays d'origine : Pologne
- Format :
- Genre : Biographique, Espionnage, Thriller
- Durée : 117 minutes
- Date de sortie : 2014

## Distribution
- Marcin Dorociński : Ryszard Kukliński, alias Jack Strong
- Maja Ostaszewska : Hanna Kuklińska, épouse de Ryszard
- Piotr Nerlewski : Bogdan Kukliński, fils de Hanna et Ryszard
- Józef Pawłowski : Waldemar Kukliński, fils de Hanna et Ryszard
- Dagmara Domińczyk : Sue
- Patrick Wilson : David Forden, agent de la CIA
- Ilja Zmiejew : Général Szernienko
- Mirosław Baka : Commandant Putek
- Krzysztof Globisz : Général Florian Siwicki
- Paweł Małaszyński : Dariusz Ostaszewski
- Oleg Maslennikov : Viktor Koulikov
- Dimitri Bilov : Sasza Iwanow
- Krzysztof Pieczyński : Zbigniew Brzeziński
- Paweł Iwanicki : Walczak
- Zbigniew Zamachowski : colonel Władysław Gendera
- Ireneusz Czop : Marian Rakowiecki
- Piotr Grabowski :  un agent
- Krzysztof Dracz : Général Wojciech Jaruzelski
- Eduard Bezrodniy : Oleg Penkovsky
- Antoni Barłowski : Kowalik
- Jacek Król : un agent
- Michalina Olszańska : Iza